# Le Syndicat
 Le Syndicat  es una población y comuna francesa, en la región de Lorena, departamento de Vosgos, en el distrito de Épinal y cantón de Remiremont.

## Demografía
| 1513 | 1602 | 1716 | 1754 | 1770 | 1801 |
| Para los censos de 1962 a 1999 la población legal corresponde a la población sin duplicidades (Fuente: INSEE [Consultar]) |      |      |      |      |      |